# Manuel Pertegaz

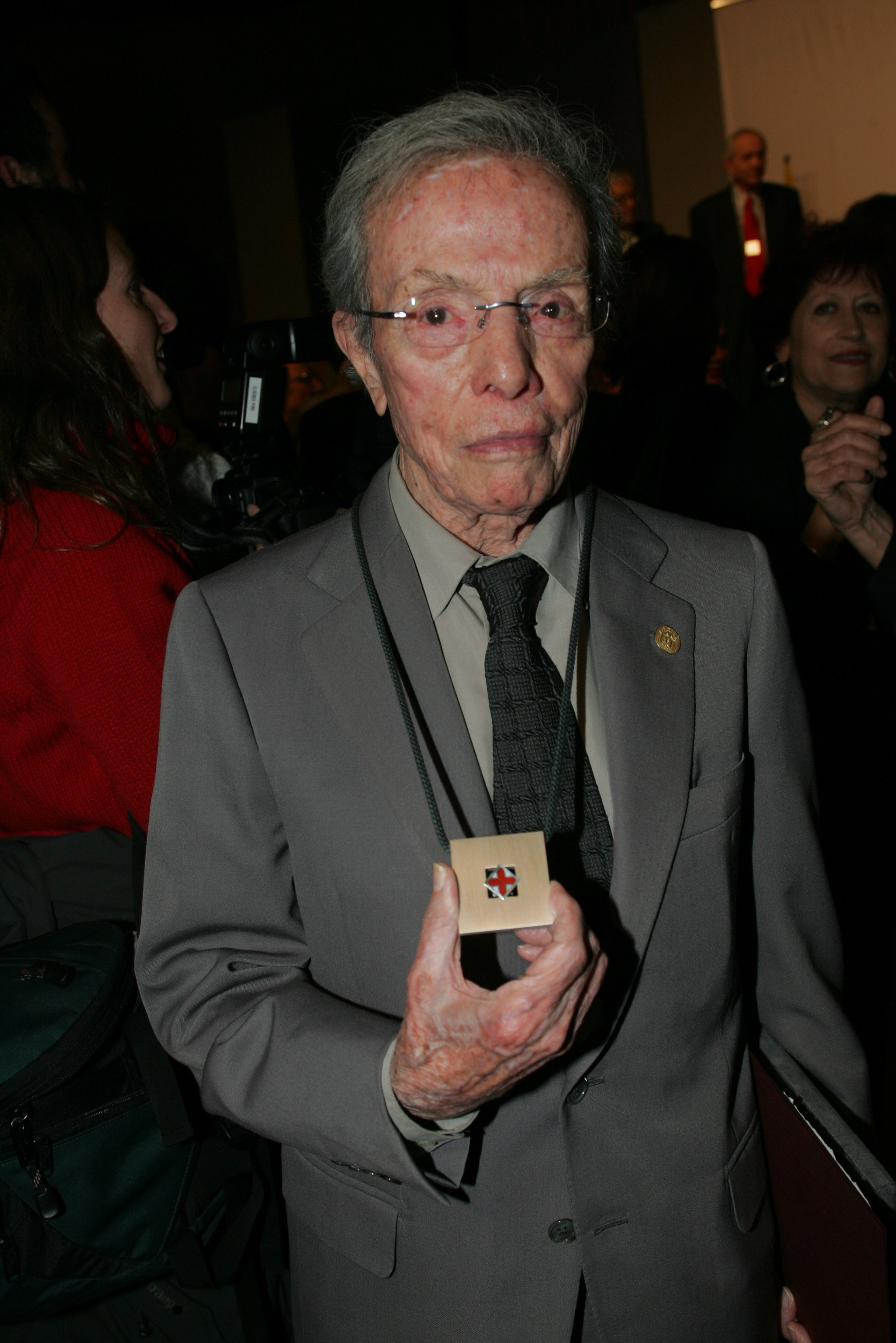

Manuel Pertegaz Ibáñez (Olba, 18 maggio 1918 – Barcellona, 30 agosto 2014) è stato uno stilista spagnolo.

## Carriera
All'età di dieci anni si trasferì, con la famiglia, a Barcellona e poco dopo lasciò la scuola per cominciare a lavorare in una sartoria, nel 1930. La sua carriera è stata fulminea e a soli 25 anni aprì la sua prima casa di moda. Tra i suoi primi clienti ci furono la moglie del generale Franco, Carmen Polo e la loro figlia. Nel 1948 aprì il suo primo negozio a Madrid e viaggiò a Parigi.
Divenne noto a livello internazionale quando andò in America nel 1954 con Valentino, Pierre Cardin, Pierre Balmain e le sorelle Fontana, tra gli altri. Presentò la sua collezione a New York, Boston, Atlanta e Philadelphia. Divenne molto popolare tra gli acquirenti americani. Le sue creazioni cominciarono ad essere vendute nei migliori negozi d'America.

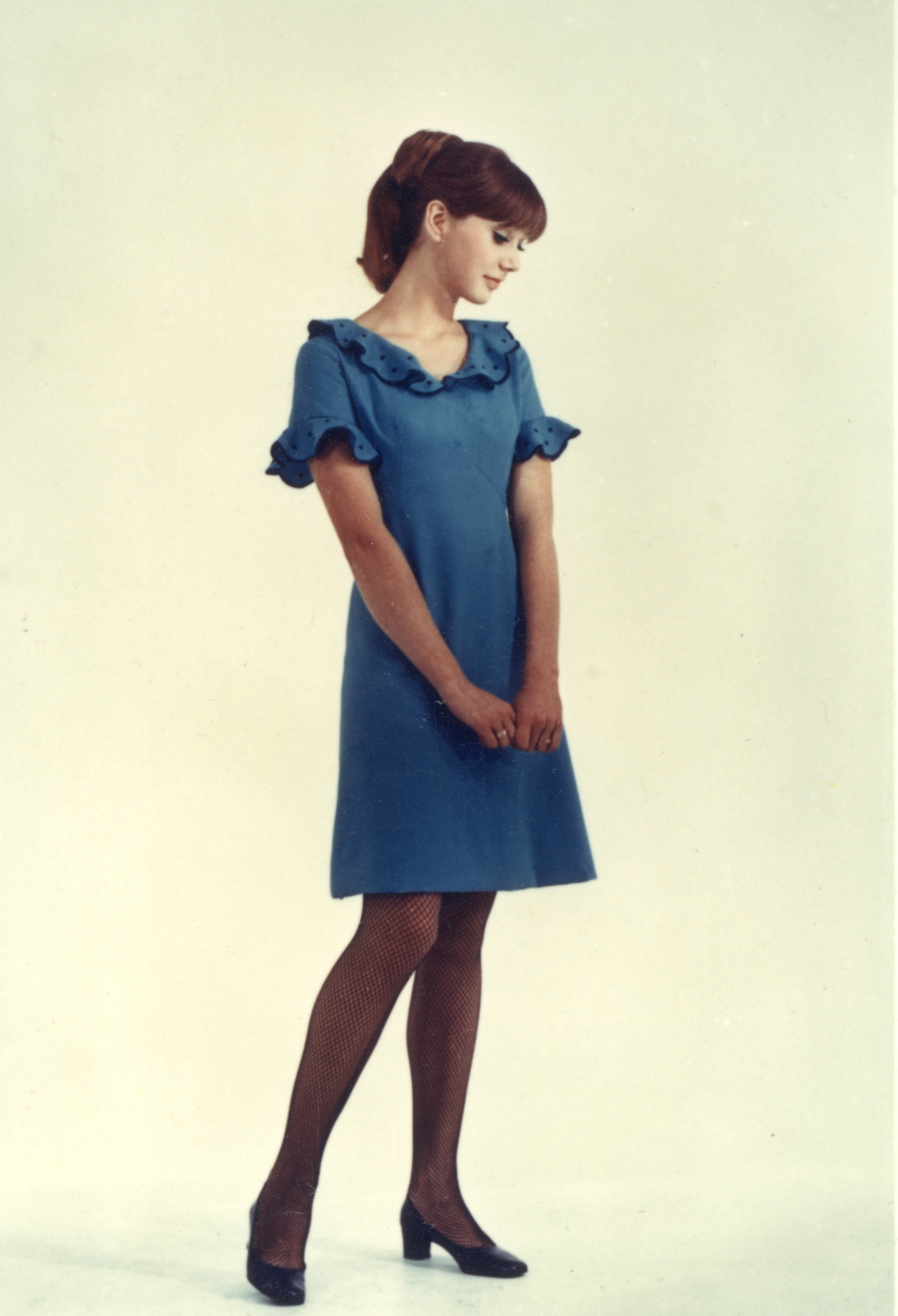

Quando Christian Dior morì circolarono voci sul suo conto come possibile successore, ma rifiutò l'offerta. Le sue creazioni vennero esportate in Inghilterra, Svizzera e Canada. Le sue collezioni furono presentate al Cairo, Venezia, Londra, Santiago del Cile e Copenaghen.
Nel 1968 ha aperto la prima delle sue cinque boutique in Spagna. Nel 1969, la cantante spagnola Salomé indossò un abito della sua firma, all'Eurovision Song Contest.
Nel 1968 ha disegnato le uniformi per le assistenti di volo dell'Iberia Airlines. Nel 1974 si recò a San Paolo su invito della Camera di commercio e ricevette il premio Galena.
Tra i suoi clienti vi erano: Ava Gardner, Jackie Kennedy e Audrey Hepburn. Nel 2003 disegnò l'abito da sposa per Letizia Ortiz.

## Morte
Morì il 30 agosto 2014 a Barcellona.